# Previsiones energéticas
Las previsiones energéticas abarcan las previsiones de un amplio abanico de campos y fenómenos relacionados con la energía, desde la demanda de energía (electricidad, gas natural, combustibles fósiles, etc.), la producción con distintas tecnologías (eólica, solar, hidroeléctrica, nuclear, ciclos combinados, etc.), hasta el precio (mercados spot, productos financieros derivados, etc.).

## Necesidad de previsiones energéticas
Las previsiones de demanda y precio de la energía son imprescindibles a la hora de planificar inversiones, estimar gastos y tomar decisiones de manera informada y responsable. Entre los sectores y ámbitos que requieren previsiones energéticas se encuentran operadores del sistema eléctrico (TSO), empresas distribuidoras y comercializadoras de electricidad, agencias estatales y gubernamentales, y grandes industrias.
Las previsiones de mercados energéticos son una de las previsiones empresariales más complicadas, debido a su dependencia de variables que entrañan volatilidades e incertidumbres que pueden ser muy significativas. Muchas de las variables que influyen en los mercados energéticos están ligadas a fenómenos naturales de los que no se disponen previsiones muy precisas, como viento, precipitaciones, temperaturas, etc. Además, como en muchos otros mercados, los mercados energéticos también se ven afectados por la evolución de la economía, cambios legislativos, cambios tecnológicos, etc.
La incorporación relativamente reciente de energías renovables, como la energía eólica o la energía solar, a gran escala en los sistemas eléctricos han hecho imprescindible la disponibilidad de previsiones de producción de electricidad con estas tecnologías. Estas energías utilizan recursos no almacenables como la radiación solar o el viento que, conjuntamente con la no posibilidad de almacenar la electricidad a gran escala, hacen que la electricidad generada con estas fuentes sea no gestionable y dependiente en todo momento de su recurso primario, ya sea radiación solar o viento.

## Metodología
En la actualidad y a lo largo del tiempo se han ido usando distintos modelos estadísticos para las previsiones de mercados y variables energéticas:
- Previsión de series temporales con el método Box-Jenkins
- Modelos regresivos múltiples
- Redes neuronales artificiales
- Máquinas de vectores de soporte

Además de modelos estadísticos también se usan técnicas de carácter más fundamental que intentan reproducir y predecir el comportamiento individual o agrupado de los participantes en el mercado, y aplicando teorías de juego y de competencia, para deducir el precio y la cantidad de energía negociada.
Muchos paquetes comerciales de previsiones energéticas combinan varios de estos modelos en complejos modelos híbridos para ofrecer previsiones más robustas y con indicadores de confianza.

## Previsiones energéticas y variables usadas
Las previsiones energéticas o de energía típicamente contienen las siguientes previsiones y horizontes de previsión.

### Previsiones de demanda de gas y electricidad

#### Corto plazo
Las previsiones a corto plazo cubren el horizonte desde las primeras 24 horas hasta 8 o 10 días. La granularidad temporal de estas previsiones es la misma que la de los datos registrados, normalmente entre 10 minutos y una hora.
Las variables que intervienen en la determinación de estas demandas a corto plazo son:
- Variables meteorológicas:[8] temperatura, precipitaciones, humedad, presión atmosférica, radiación solar, cobertura nubosa y velocidad del viento,

- Variables de movilidad humana:[9] turismo, migración pendular.

#### Medio y largo plazo
Las previsiones a medio plazo cubren desde los primeros meses del horizonte hasta 3 años, típicamente, y suelen conservan la granularidad temporal de los datos registrados. Las previsiones de largo plazo pueden llegar a cubrir entre 5 y 20 o 30 años, y acostumbran a presentar agrupaciones temporales mayores que las de los datos originales (semanales, mensuales o anuales).
Las variables que se tienen en cuenta para las previsiones a medio y largo plazo son:
- Variables meteorológicas: temperatura.
- Variables socioeconómicas: producto interior bruto, producción industrial, valor añadido bruto, etc.
- Población.
- Eficiencia energética.

Al no existir previsiones fiables de estas variables a tan largo plazo, las previsiones se acostumbran a presentar a partir de escenarios realistas de las variables. Estos escenarios se construyen a partir de medias históricas para las variables meteorológicas, y prolongando hacia el futuro (habitualmente de forma conservadora) las previsiones más recientes del resto de variables.
El uso y la modificación de los escenarios permiten comprender el comportamiento de la demanda frente a posibles cambios en las variables (calentamiento global, aparición de nuevas tecnologías, flujos migratorios, etc.).

### Previsiones de precio en mercados mayoristas de electricidad

#### Corto plazo
Las previsiones de precio a corto plazo son fundamentales en el ámbito económico para los productores y comercializadores de electricidad para la optimización de la gestión de los contratos de compra de energía.
Para las previsiones a corto plazo se tienen en cuenta:
- Variables meteorológicas (temperatura, precipitaciones, humedad, presión atmosférica, radiación solar, cobertura nubosa y velocidad y dirección del viento) que determinan tanto la demanda de electricidad como la aportación de energía de fuentes no controlables como la producción eólica y solar.
- Disponibilidad de unidades de producción: para tener en cuenta la aportación de cada fuente de energía.

#### Medio y largo plazo
Las previsiones a medio y largo plazo son imprescindibles para las empresas con grandes consumos de electricidad (para planificar los gastos), para las empresas comercializadoras (para determinar el precio de las tarifas a aplicar a sus clientes) y para las empresas productoras y distribuidoras (para planificar y prever el rendimiento de sus inversiones).
En las previsiones de precio a medio y largo plazo se tienen en cuenta los siguientes escenarios:
- Variables meteorológicas (temperatura y precipitaciones) que influyen tanto en la demanda de electricidad como en la producción eólica, solar e hidroeléctrica.
- Precio de los combustibles fósiles usados en la generación de electricidad: petróleo, carbón y gas natural.
- Potencia instalada de cada tecnología de generación.
- Variables socioeconómicas: producto interior bruto, producción industrial, valor añadido bruto, tasas de ocupación, etc.
- Precio de los derechos de emisiones de CO2.

En el caso de las previsiones de precio, el uso de escenarios permite estudiar y anticipar el comportamiento del mercado frente a fenómenos como el aumento o disminución de la demanda, la variación de la capacidad de producción de una determinada tecnología o la incorporación de nuevos combustibles o tecnologías de producción.

### Previsiones de energías renovables no gestionables

#### Corto plazo
El carácter no gestionable de tecnologías renovables como la energía eólica o la energía solar hace imprescindible disponer en todo momento de previsiones a corto plazo para poder gestionar correctamente su integración en los sistema eléctricos sin que esta integración produzca desequilibrios de tensión ni de frecuencia.
La previsión de la producción en las horas inmediatamente siguientes (hasta 6 horas) es necesaria para la correcta gestión de los desvíos entre la producción programada, y las producciones y demandas previstas, a través de las regulaciones secundarias y terciarias de los operadores de los sistemas eléctricos.
Las previsiones a 48 horas vista son necesarias para las negociaciones de compra y venta de electricidad en los mercados mayoristas.
Las previsiones que cubren el horizonte hasta cinco o seis días son usadas por los traders, consumidores y comercializadoras parar planificar su estrategia y operar en los mercados de futuros.
Las variables que se usan principalmente en las previsiones a corto plazo son variables meteorológicas y la disponibilidad de las plantas de producción.

#### Medio y largo plazo
Las previsiones a más largo plazo ya no utilizan previsiones de variables meteorológicas ya que no existen previsiones fiables de éstas más allá de los primeros días. En su lugar se utilizan escenarios basados en promedios históricos de las variables meteorológicas. Además hay que tener en cuenta la evolución de la potencia instalada de cada tecnología, que puede depender fuertemente de las políticas de ayudas y subvenciones para su instalación y explotación.

### Previsiones de consumo de otras energías finales (carbón y petróleo)
Para las previsiones de consumo de carbón y petróleo, se tienen en cuenta variables relacionadas con el sector donde estas energías son más utilizadas.
En el caso del carbón, por ejemplo, se tendrá en cuenta la producción de bienes que requieran un uso intensivo del carbón, como la producción de cemento donde se requieren muy altas temperaturas.
Para el caso del petróleo, una variable importante es el uso que se hace del petróleo como combustible para el transporte.

### Herramientas
GAP (IED): Software que se dédica  a Analizar y Planificar la Generación de energía para garantizar un nivel aceptable de estabilidad y calidad de servicio con la diversificación de las fuentes de suministro y la introducción de energías renovables intermitentes (eólica y solar)
DAP (IED): Software diseñado tanto para pronosticar la demanda de energía y la carga máxima como para preparar acciones para controlar la demanda energética

## Iniciativas
- IEEE Working Group on Energy Forecasting
- Open Energy Modelling Initiative
- Global Energy Forecasting Competition Archivado el 19 de julio de 2016 en Wayback Machine.